# Jumper (película)
Jumper es una película de 2008 basada en la novela homónima de Steven Gould, dirigida por Doug Liman y protagonizada por Hayden Christensen, Jamie Bell, Rachel Bilson y Samuel L. Jackson.

## Argumento
En Ann Arbor, Míchigan David Rice (Max Thieriot), de 15 años, le da a su enamorada, Millie Harris (AnnaSophia Robb), una bola de nieve. Un matón, Mark Kobold (Jesse James), la arroja a un río helado. Mientras intenta recuperarla, David cae a través del hielo y es arrastrado por la corriente. De repente se aparece en la biblioteca local y descubre su habilidad para "teletrasportarse" de un lugar a otro. Asombrado con su nueva habilidad, abandona a su padre abusivo (Michael Rooker) y se escapa de casa.
Ocho años después, un David Rice adulto (Hayden Christensen) vive generosamente del dinero robado adquirido al "saltar" dentro y fuera de las bóvedas de los diferentes bancos. Un día, es emboscado en su casa por Roland Cox (Samuel L. Jackson), comandante de los Paladines, una sociedad secreta de fanáticos religiosos que han jurado rastrear y matar a los "Jumpers", ya que según su lógica, la omnipresencia de los "Jumpers" es considerado una blasfemia contra Dios. Roland intenta capturar a David con cables eléctricos diseñados para anular su habilidad, pero David consigue escapar. Súbitamente David regresa a Ann Arbor, en busca de su antiguo amor platónico Millie (Rachel Bilson). Cuando Mark (Teddy Dunn) lo ataca, David lo teletransporta a la bóveda de un banco y lo atrapa. David luego regresa con Millie y la invita a un viaje a Roma. Más tarde, Roland descubre a Mark bajo custodia policial y se entera de la identidad de David.
David y Millie llegan a Roma, aunque él mantiene su habilidad en secreto. Después de hablar, comparten un beso y tienen relaciones. Al día siguiente ambos visitan el Coliseo, donde David conoce a un joven llamado Griffin (Jamie Bell), que al igual que David es otro Jumper y aparece armado con un Bate de béisbol, pero súbitamente un grupo de Paladines aparecen en el lugar y los atacan, pero Griffin se las ingenia para matarlos a todos con facilidad y luego salta a su guarida llevándose los cuerpos de sus atacantes. David intenta irse con Millie, pero la policía italiana lo detiene y lo interroga sobre las muertes. La madre de David, Mary (Diane Lane), que lo había dejado cuando tenía cinco años, aparece y lo ayuda a escapar. Ella lo insta a que se vaya de Roma con Millie, para protegerla. Millie, molesta y asustada cuando David intenta eludir el tema, exige saber la verdad. David se niega y la pone en un avión a casa.
David se encuentra de nuevo con Griffin y lo sigue hasta su escondite en una cueva. Griffin revela que ha estado siguiendo y matando a Paladines durante años y planea matar a Roland para vengar a sus padres. Griffin le dice a David que los Paladines no les importa matar en lo más mínimo a cualquiera que se cruce en su camino y que para ello usarían a los seres queridos del "Jumper" que cazan, para así atraerlo y matarlos a todos. David se teletransporta a su casa y encuentra a su padre sangrando, el cual fue atacado por Roland previamente. Rápidamente David lleva a su padre de urgencia al hospital y regresa a Griffin para pedir ayuda. Al darse cuenta de que Roland está persiguiendo personalmente a David, por ser el único "Jumper" que ha logrado escapársele dos veces, Griffin está de acuerdo en ayudarlo, pero con la condición que lo deje matar personalmente a Roland.
Van a recoger a Millie al aeropuerto, pero descubren que el vuelo de ella arribó hace más de una hora. Griffin regresa a su escondite para conseguir armas. David irrumpe en el apartamento de Millie, enfureciéndola. Al ver llegar a Roland, David decide revelarle la verdad y la teletransporta al escondite de Griffin. Usando una máquina que mantiene abierta la "cicatriz de salto" de David, los Paladines, incluido Roland, invaden el escondite. David y Griffin someten a la mayoría de ellos. David ve la foto de su madre en la pared y se da cuenta de que ella también es una Paladín. Roland es perseguido a través de la cicatriz del salto por Griffin y se enlazan en un combate en casa de Millie, posteriormente Griffin regresa a su escondite con la máquina que mantiene abierto el portal, para asegurarse de que no los sigan más. Sin embargo, antes de que se cierre, Roland logra sujetar a Millie desde el otro extremo y la secuestra. Posteriormente Roland y su equipo preparan una trampa en el apartamento de Millie, esperando que David regrese por ella.
Obsesionado con matar a Roland, Griffin planea bombardear el apartamento, pero David se opone, queriendo salvar a Millie. Sin embargo, Griffin se niega a rescatar a Millie, ya que según su lógica a veces todos tienen que hacer sacrificios para sobrevivir, pero David le cuestiona a Griffin que este último no ha hecho ningún sacrificio, y este le responde que ya lo hizo hace mucho tiempo. Griffin revela que cuando tenía cinco años, los Paladines llegaron a su casa y mataron a sus padres, pero en medio de esto David se roba la caja con la bomba y huye del escondite, forzando a Griffin a seguirlo, lo que a su vez provoca que ambos empiecen a pelear por el control de la misma, hasta que en una jugada astuta David le arrebata el detonador y siguen luchando en diferentes puntos de salto, hasta que finalmente David ingeniosamente atrapa a Griffin con unas líneas eléctricas en Nigeria y consigue vencerlo y desarmar el detonador. En eso, Griffin le advierte a David que hay cinco Paladines en la casa, esperando a que este último ingenuamente vaya por la chica y que si va solo a ese lugar será hombre muerto y le menciona que no podrá ganarles jamás. Ignorando la advertencia de Griffin sobre el peligro inminente, David salta hasta el apartamento de Millie para intentar rescatarla, pero es emboscado y atrapado por los cables de Roland y sus compañeros Paladines, los cuales "enlazan" con el apartamento, haciéndolo incapaz de saltar solo. Viendo que ya no tenía escapatoria, Roland se prepara para eliminar a David, donde también Millie le pide disculpas a él por todo lo que le dijo previamente, pero David haciendo acopio de todas sus fuerzas, consigue teletransportar todo el apartamento y a los que están dentro a un río. Una vez libre de los cables, David teletransporta a Millie a un lugar seguro y arroja a Roland en una cueva en Horseshoe Bend en Arizona, donde deja a Roland varado, tras lo cual le dice: "Te dije que soy diferente, pude haberte enviado con tiburones".
Un tiempo después, David visita a su madre Mary, perdida hace mucho tiempo y descubre también que tiene una media hermana menor llamada Sophie (Kristen Stewart). Momentos después, Mary se aparece y le pide a su hija Sophie que se retire a su habitación un momento para hablar a solas con David, luego que Sophie se retira de la escena, Mary le dice a David que no debió venir a su casa, pero David ya anuente de toda la verdad le cuestiona a su madre si ella también es un Paladín y ella le confiesa que si lo es, ya que cuando este tenía cinco años dio su primer salto y como ella es una Paladín tuvo que elegir dos opciones, matar a David y seguir el reglamento de la organización o abandonarlo para protegerlo, pero aun con todo el hecho que implico abandonarlo, ella no dejó de pensar en David y le menciona que siempre lo amara sin importar lo que pase. Después de salir de su casa y aclarar todas sus diferencias, David se reúne con Millie y él y ella saltan a un lugar mucho más cálido no mencionado.

## Reparto
- Hayden Christensen como David Rice.
- Max Thieriot como David Rice a los quince años de edad.
- Ryan Grantham como David Rice a los cinco años de edad.
- Rachel Bilson como Millie Harris.
- AnnaSophia Robb como la joven Millie Harris
- Samuel L. Jackson como Roland Cox.
- Jamie Bell como Griffin O'Connor.
- Diane Lane como Mary Rice, la madre de David.
- Teddy Dunn como Mark Kobold.
- Jesse James como el joven Mark Kobold.
- Michael Rooker como William Rice, el padre de David.
- Kristen Stewart como Sophie, la media hermana de David.
- Tom Hulce como Sr. Bowker
- Barbara Garrick como Ellen